# Комната 641A
Комната 641A (Помещение 641A, Room 641A) — помещение в здании магистрального провайдера AT&T, использовавшееся для перехвата интернет-телекоммуникаций в интересах Агентства национальной безопасности (АНБ).
Перехват был начат в 2003 году, информация о нём была опубликована в 2006 году. Название неофициально используется для обозначения подобных систем перехвата АНБ и в других зданиях провайдеров.

## Описание

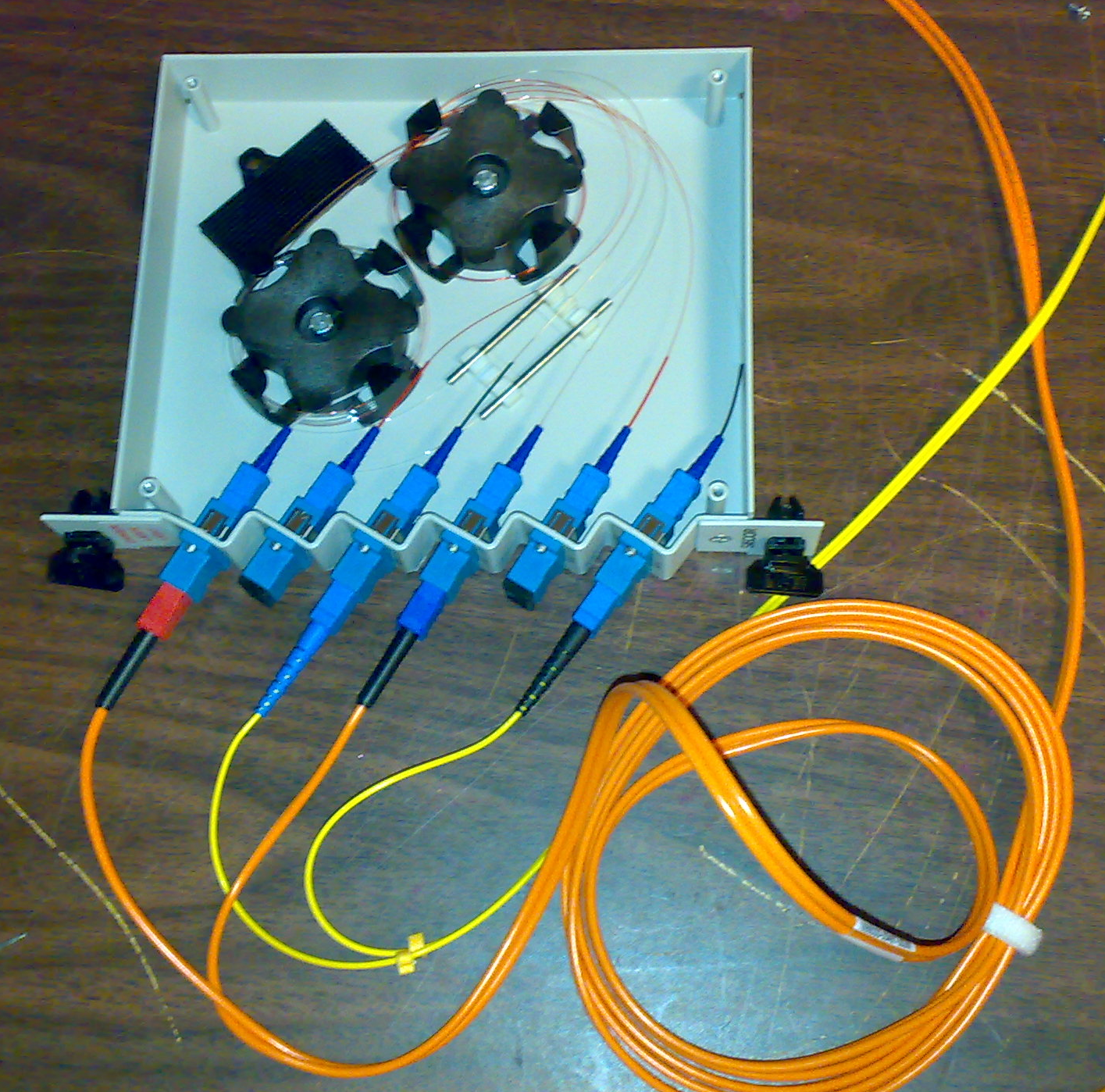
Типичный сдвоенный оптический делитель со снятой верхней крышкой. По оранжевому кабелю передается входящий сигнал. Внутри прибора примерно 10 % мощности сигнала перенаправляется на порты мониторинга (закрыты заглушками), а 90 % мощности передается на выходной порт (жёлтый кабель).

Комната 641A расположена в здании SBC Communications по адресу 611 Folsom Street, Сан-Франциско. Три этажа этого здания были заняты AT&T. Во внутренних документах AT&T эта комната называлась SG3 [Study Group 3] Secure Room. В неё были заведены оптические каналы связи от оптических делителей (en:beam splitter, устройство, делящее один оптический поток на два идентичных), установленных на каналах интернет-бекбона. Соответственно, как заключил J. Scott Marcus, бывший CTO в GTE и бывший советник FCC, появлялась возможность прослушивать любой интернет-трафик, проходящий через здание, и, соответственно, возможность масштабного изучения и анализа данных, передаваемых по интернету, как внутри страны, так и между странами.
Размеры комнаты составляют примерно 7 на 14,5 метров, в ней установлено несколько стоек с оборудованием, в том числе Narus STA 6400 (Semantic Traffic Analyzer) — устройство, разработанное для перехвата и анализа передаваемых по интернету данных.
О существовании комнаты рассказал бывший работник AT&T, Марк Клейн. В 2006 году Electronic Frontier Foundation подала иск против AT&T. Клейн заявил, что подобные black room существуют и в других зданиях, по крайней мере также в городах Сиэтл, Сан-Хосе, Лос-Анджелес, Сан-Диего.
Бывший директор группы АНБ World Geopolitical and Military Analysis Reporting Group, Уильям Бинни оценивал, что в США расположено от 10 до 20 подобных помещений перехвата данных.
Комната 641A и мнения о ней стали основой для эпизода документального сериала Frontline на канале PBS (15 мая 2007, 14 марта 2008).

## Иск EFF
Организация Electronic Frontier Foundation (EFF) подала коллективный иск против AT&T 31 января 2006 года, заявив, что провайдер нарушает законы и тайну связи своих абонентов, сотрудничая с АНБ по программе тотального нелегального прослушивания. 20 июля 2006 года федеральный судья отклонил попытки правительства и AT&T закрыть дело, ссылаясь на State Secrets Privilege, рассмотрение дела продолжилось. 15 августа 2007 года дело слушалось в суде Ninth Circuit Court of Appeals и было закрыто 29 декабря 2011 года на основании постановления Конгресса с обратной силой о предоставлении иммунитета телекоммуникационным компаниям, сотрудничающим с правительством. Верховный суд США отказал в продолжении дела.
Ещё один иск был подан EFF 18 сентября 2008 года: Jewel против NSA.